# Cumanos

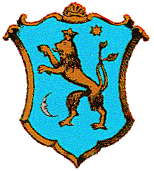
Brasão-de-armas histórico de Kunság, usado atualmente como o brasão dos cumanos

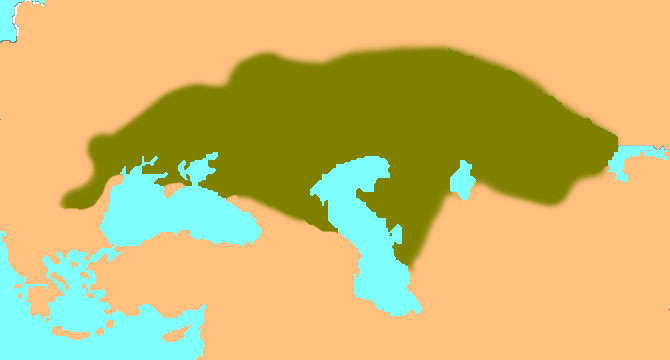
Confederação cumano-quipchaco na Eurásia por volta de 1200

Os cumanos (em grego:  Κο(υ)μάνοι, Ko(u)manoi; em húngaro:  kun / plural kunok; turcomano: kuman / plural kumanlar), também conhecidos como polovetsianos (em russo:  Половцы, Polovtsi) eram povos nômades turcomanos que formavam o ramo ocidental da confederação de povos conhecida como quipechaques, até que a invasão mongol ocorrida em 1237 forçou-os a procurar refúgio no território da atual Hungria. Com ligações históricas com os pechenegues, habitavam uma área cujos limites estavam em constante alteração, ao norte do mar Negro e ao longo do rio Volga, conhecida como Cumânia. Eventualmente se estabeleceram a oeste do mar Negro, influenciado a política da Rússia de Quieve, Bulgária, Sérvia, Hungria, Moldávia e Valáquia. Tribos cumanas e quipchacos juntaram-se, politicamente, para criar uma confederação conhecida como Confederação Cumano-Quipchaco. Existem evidências do idioma cumano em alguns documentos medievais e é uma das línguas turcomanas mais bem-conhecidas. O Codex Cumanicus era um manual linguístico escrito para ajudar missionários católicos a se comunicar com os cumanos.

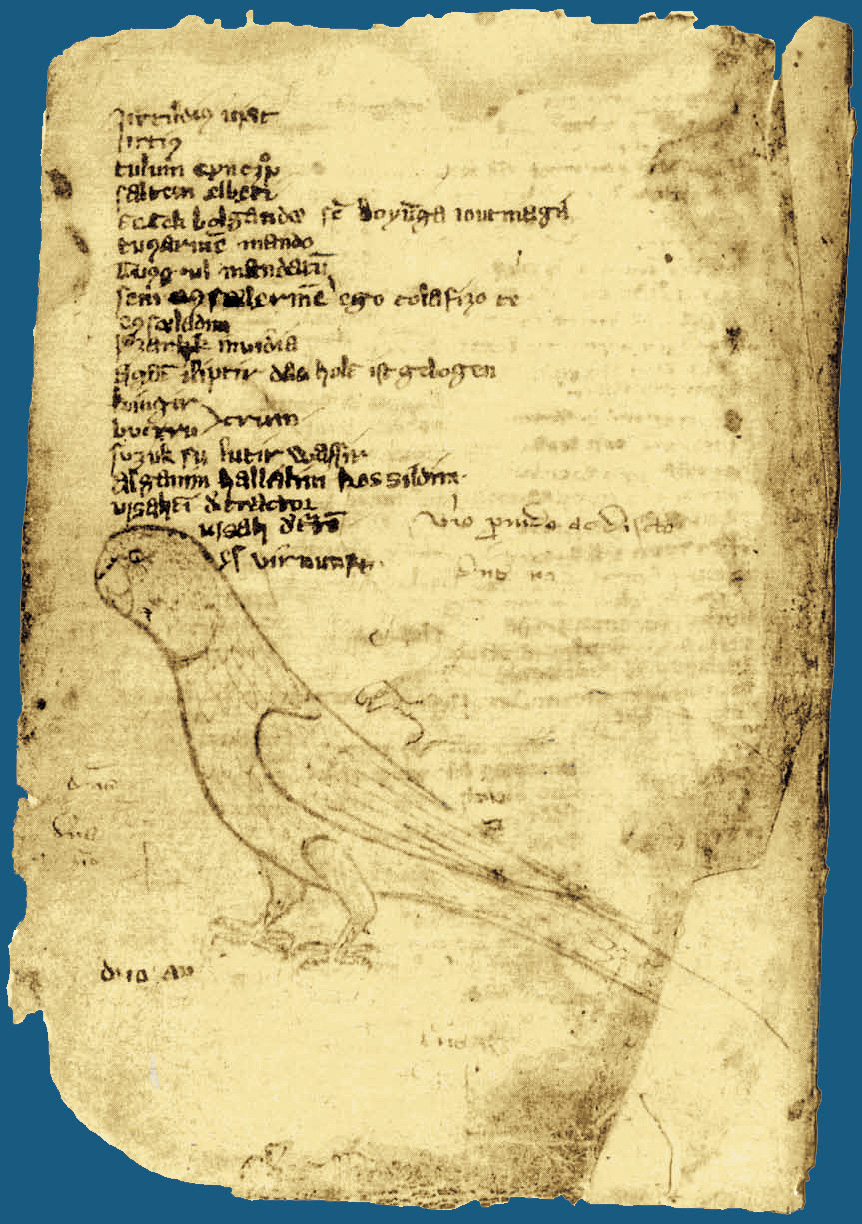
Página do Codex Cumanicus

Os cumanos foram guerreiros nômades da estepe eurásia, que exerceram um impacto duradouro nos Bálcãs medievais. O instrumento básico do sucesso político cumano era a sua força militar, a que nenhuma das facções belicosas que habitavam a península balcânica pode resistir. Como consequência, grupos de cumanos estabeleceram-se e misturaram-se com as populações locais de diversas regiões dos Bálcãs. Uma possível origem cumana para os fundadores de três dinastias búlgaras sucessivas (Asenidas, Terteridas e Shishmanidas) e uma dinastia valáquia (Bassarábidas) foi proposta. No caso das dinastias bassarábida e asenida, no entanto, os documentos medievais referem-se a eles como dinastias valáquias (romenas) Desempenharam um papel importante no Império Bizantino, Hungria e Sérvia, onde imigrantes cumanos se integraram com as elites locais.
Os cumanos eram chamados de Folban e Vallani pelos alemães, de Kun (Qoun) pelos húngaros e Polovtsy pelos russos — todos com o significado de "loiros". É difícil saber a quem os historiadores do passado referiam-se quando utilizavam o nome quipchaco  — por vezes o termo era utilizado apenas para os cumanos, por vezes apenas para os quipchacos stricto sensu, e por outras, a ambos; isso deve-se ao fato de as duas nações terem-se unido e vivido juntas (possivelmente com um grande intercâmbio de armamentos, cultura e até mesmo de uma fusão linguística). Essa confederação e coabitação pode ter dificultado aos historiadores a tarefa de escrever exclusivamente sobre uma das duas nações.

## Etimologia
Diversas fontes de diferentes países (como Alemanha, Hungria e Rússia) explicam que os vários nomes usados para se referir aos cumanos ao longo da história podem referir-se ao significado 'loiro', 'pálido' e 'amarelo', referindo-se à cor do cabelo deles. O termo russo Polovtsy (Пóловцы) significa literalmente "loiro", já que a palavra "polovo", no russo antigo, significa "palha". Outra tradução, dada pelo autor cazaque O. Suleymenov, seria "homens do campo", "da estepe", da palavra russa "pole" - "planície", "campo". A terceira explicação, também de autoria de Suleymenov, seria de que o nome "polovtsy" teria vindo de palavra que significa "de olhos azuis", já que o termo servo-croata "plav" significa, literalmente, "azul". O termo alemão para referir-se ao povo, 'Folban', também significaria "loiros".

## História
Em 1089, eles foram derrotados por Ladislau I da Hungria, sendo novamente derrotados por Vladimir Monomakh no século XII e esmagados pelos tártaros em 1241. Muitos refugiaram-se na Hungria e na Bulgária, onde foram assimilados. Seu nome pode ainda ser encontrado em nomes de lugares como a cidade de Kumanovo na Macedônia, Comăneşti na Moldávia e Comana na Dobruja. Os cumanos estabeleceram-se na Hungria tendo seu próprio governo, e seu nome (kun) ainda é preservado nos nomes dos condados de Bács-Kiskun e Jász-Nagykun-Szolnok, e nos nomes de cidades como Kiskunhalas e Kiskunszentmiklós. Os cumanos da atual Rússia juntaram-se ao canato da Horda de Ouro.
No século XIII, os cumanos ocidentais tornaram-se católicos, enquanto os orientais assumiram o islamismo. A Diocese Católica dos Cumanos incluía a Romênia e a Moldávia. Esse título foi mantido até 1523. O principado da Valáquia foi estabelecido por Bassarabe I, filho do comandante militar cumano Tiomir da Valáquia no início do século XIV. O nome Bassarabe é considerado de origem cumana, significando rei pai.